# اسکات جکوبی
اسکات جکوبی (انگلیسی: Scott Jacoby؛ زادهٔ ۲۶ نوامبر ۱۹۵۶) یک هنرپیشه اهل ایالات متحده آمریکا است.

## بخشی از فیلمشناسی
از فیلم‌ها یا برنامه‌های تلویزیونی که وی در آن نقش داشته‌است می‌توان به آثار زیر اشاره کرد.
- نوارهای اندرسون (۱۹۷۱)
- دختر بچه‌ای که پایین لین زندگی می‌کند (۱۹۷۶)
- فصل برنده شدن ما (۱۹۷۸)
- دختران زرین (۳ قسمت، ۱۹۸۶–۱۹۸۹)
- بازگشت به وحشت بالا (۱۹۸۷)